# گواتان
گواتان (به لاتین: Guatan) یک روستا در بنگلادش است که در استان باریسال و در ناحیه پیروج‌پور واقع شده است.